# Bangkleyan
Bangkleyan is een bestuurslaag in het regentschap Blora van de provincie Midden-Java, Indonesië. Bangkleyan telt 5445 inwoners (volkstelling 2010).